# David Tibet
David Tibet, pseudonimo più noto di David Michael Bunting (Batu Gajah, 5 marzo 1960), è un musicista e pittore britannico, fondatore del gruppo musicale Current 93, di cui è l'unico membro fisso, e dell'etichetta discografica Durtro.
Nel gennaio 2005 ha cambiato nome in David Michael.

## Biografia
Nato a Batu Gajah, una città della Malaysia, nel 1973 si trasferì con la famiglia nel Regno Unito.
Si stabilì nel 1978 a Newcastle upon Tyne per studiare scienze politiche, qui conobbe e collaborò con Andrew McKenzie (Hafler Trio) e Ben Ponton (Zoviet France) entrando a far parte della scena industrial britannica.
Abbandonata l'università iniziò a studiare il tibetano (il nome, datogli in questo periodo da Genesis P-Orridge deriva dalla sua ossessione per il Tibet) e fu in contatto con i Throbbing Gristle. Allo scioglimento dei TG si unì prima agli Psychic TV e poi ai 23 Skidoo.
Tibet lasciò gli Psychic TV nel 1983 e, con John Balance e Fritz Haaman, ha fondato i Current 93, gruppo ancora attivo di cui rimane il solo componente fisso.
I testi, nelle canzoni di Tibet, esprimono un'elevata preoccupazione riguardo a tutti gli aspetti dell'Apocalisse. Egli è stato per lungo tempo studente di Escatologia Cristiana, si è interessato molto alla persona di Aleister Crowley, e all'Ordo Templi Orientis ("corrente 93" è la corrente di Thelema o Agape), ha anche abbracciato, a fasi alterne, il Buddhismo tibetano e il Cristianesimo Esoterico. I suoi progetti continuano a trattare diverse sfaccettature dell'Apocalisse, primariamente la morte, la perdita e la distruzione ma progressivamente influenzati dal Misticismo Cristiano e da una forte fede nella fine del mondo.
Altre influenze comprendono Noddy (personaggio creato da Enid Blyton), il pittore Louis Wain, il libro Imperium di Francis Parker Yockey, l'artista e mago Austin Osman Spare, Bobby Beausoleil (membro della "Family" di Charles Manson) e una gran varietà di argomenti dell'occulto. Nutre una vera fissazione per i gatti, a cui ha dedicato sia canzoni che dipinti.
Tibet inoltre ha lavorato alla ripubblicazione delle opere del poeta svedese Eric Stenbock e dirige l'etichetta discografica Durtro, da lui fondata e diretta.
Nel 2010 ha partecipato a Sweet Sheets.
Attualmente vive a Hastings nell'East Sussex.

## Collaborazioni
Nel tempo ha collaborato con:
- Steven Stapleton, dei Nurse With Wound, gruppo di cui ha fatto parte
- Michael Cashmore
- Lo scrittore Thomas Ligotti
- Douglas P., dei Death In June, nei cui album vanta diverse apparizioni
- Steve Ignorant, dei Crass, col nome di Stephen Intelligent
- Boyd Rice
- La studiosa di rune Freya Aeswynn
- Nick Cave
- Rose McDowall
- Tiny Tim
- Ian Read, dei Fire + Ice
- Ardecore